# Louis Meijer

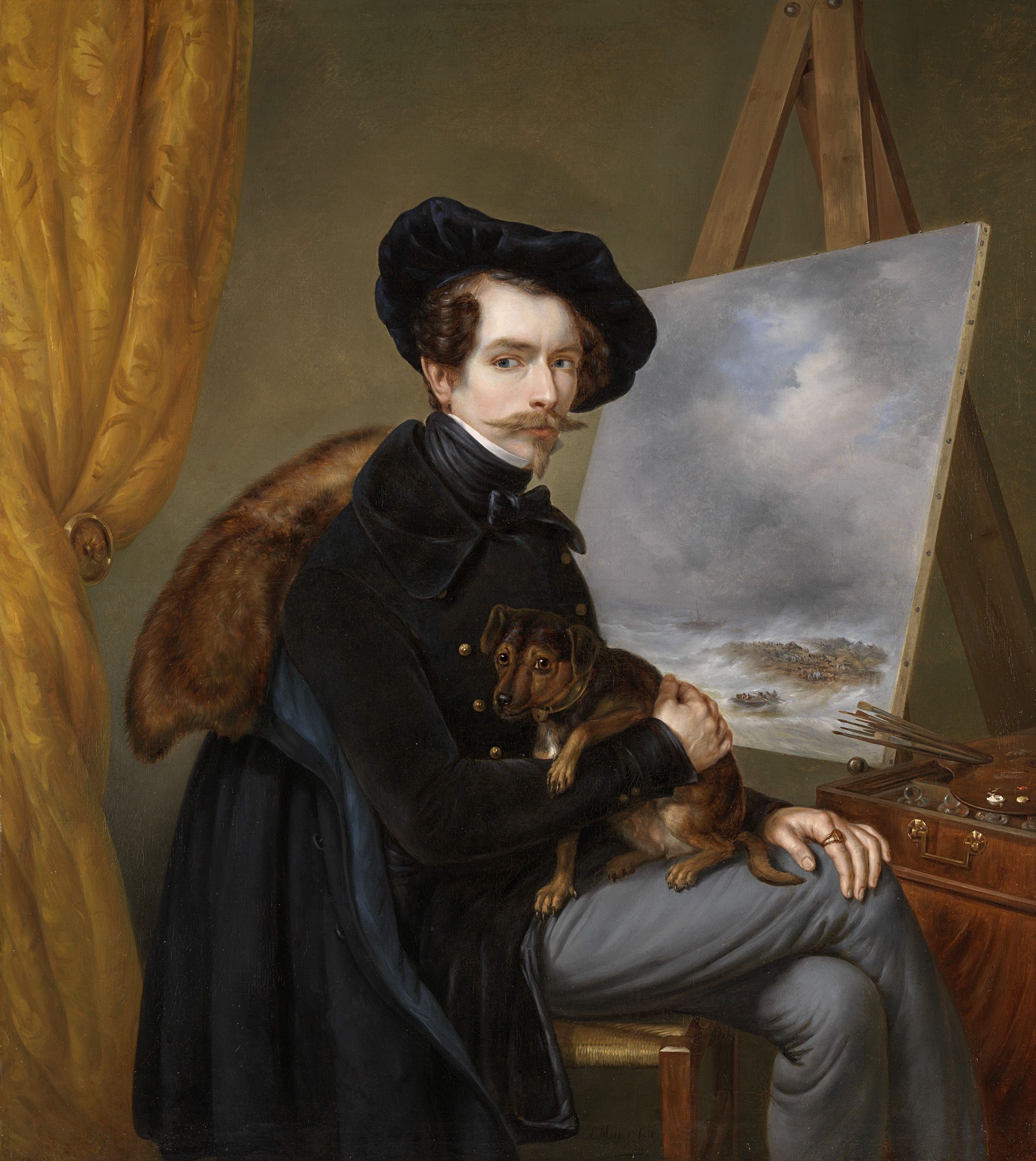
Louis Meijer

Johan Hendrik Louis Meijer (Amsterdam, 9 de març de 1809-Utrecht, 31 de març de 1866) fou un pintor romàntic holandès conegut per les seves marines.
Estudià amb George Pieter Westenberg i Jan Willem Pieneman, i fou mestre de Matthijs Maris; visqué a Deventer, París i La Haia.

## Galeria

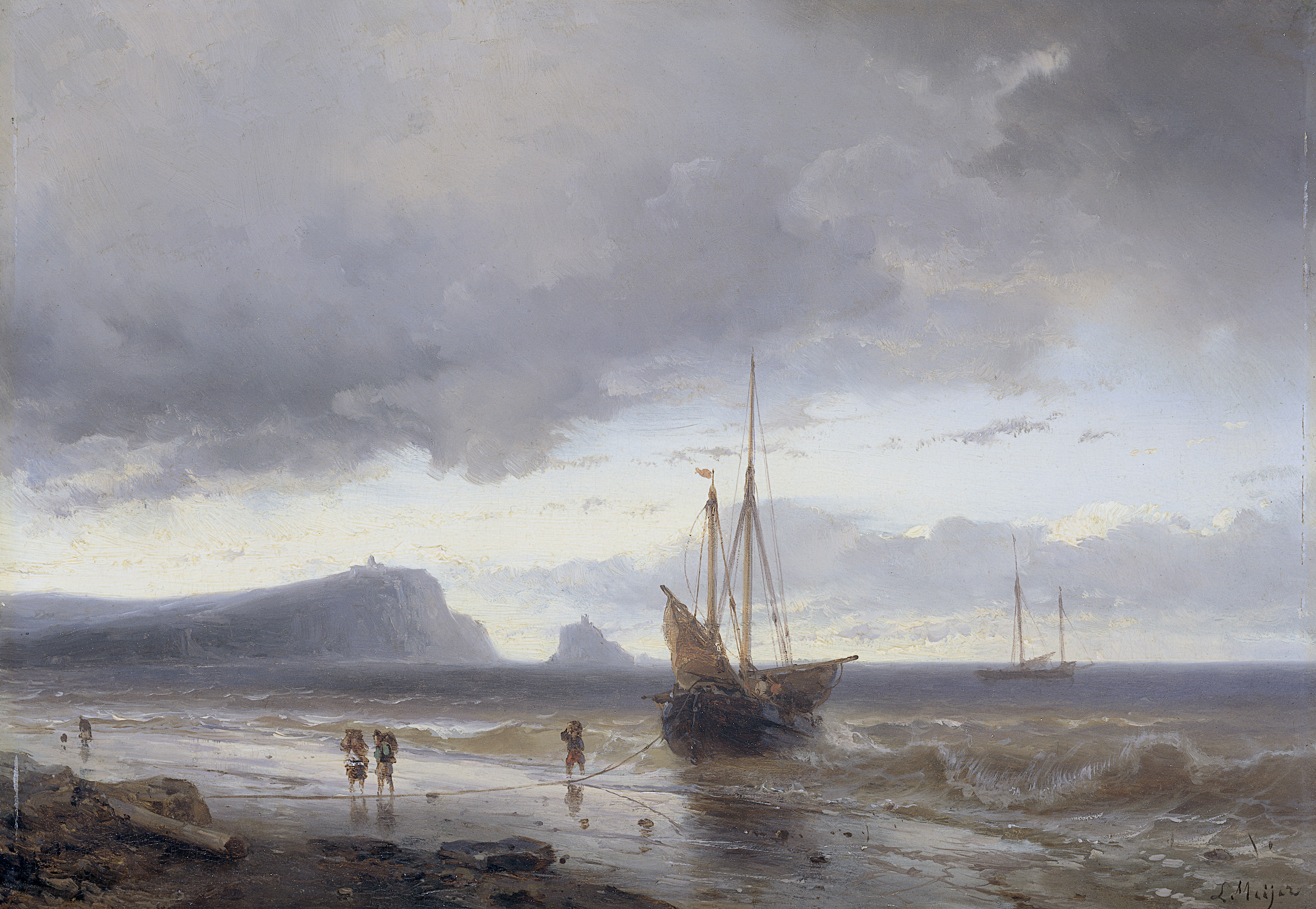
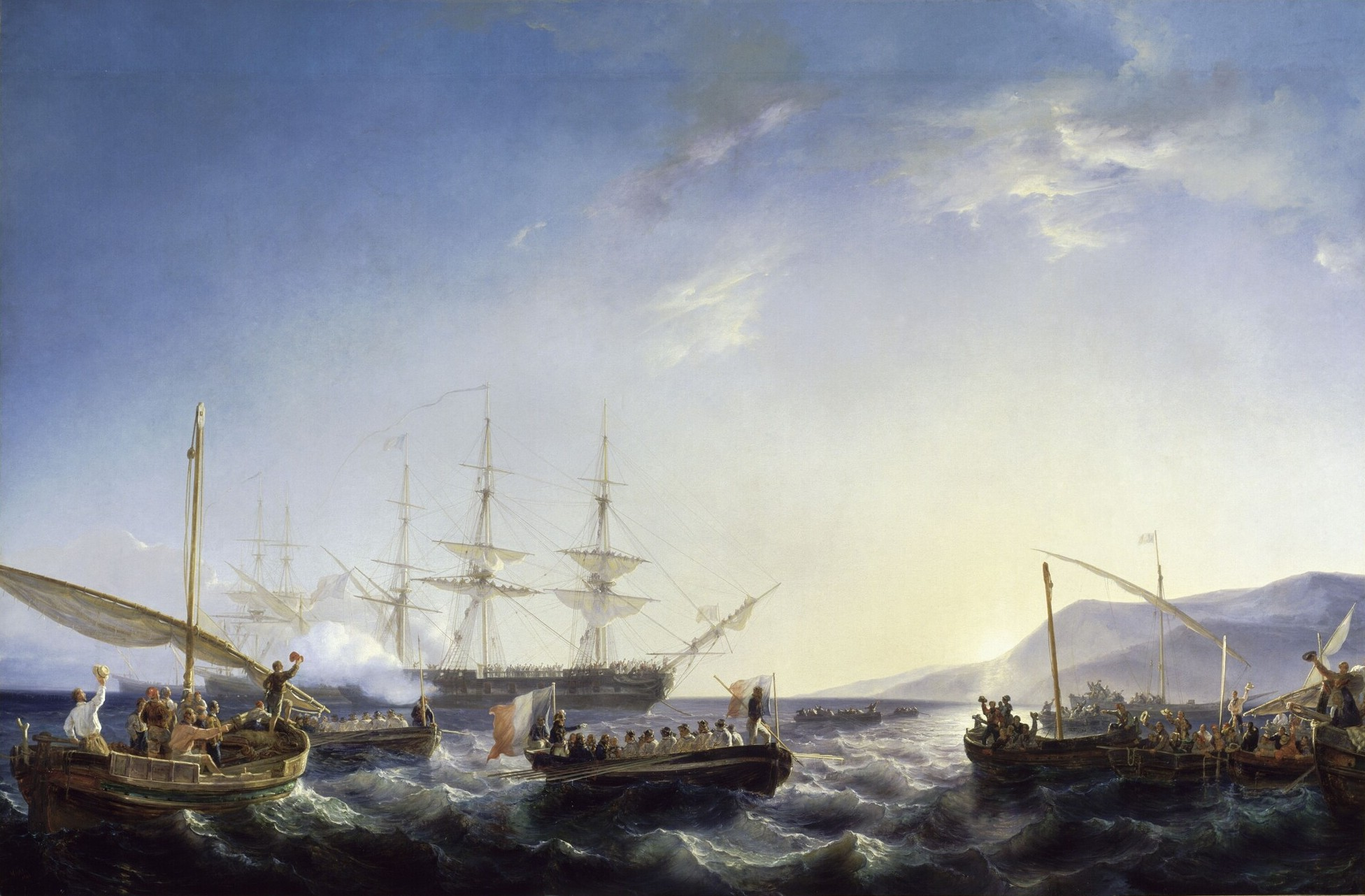
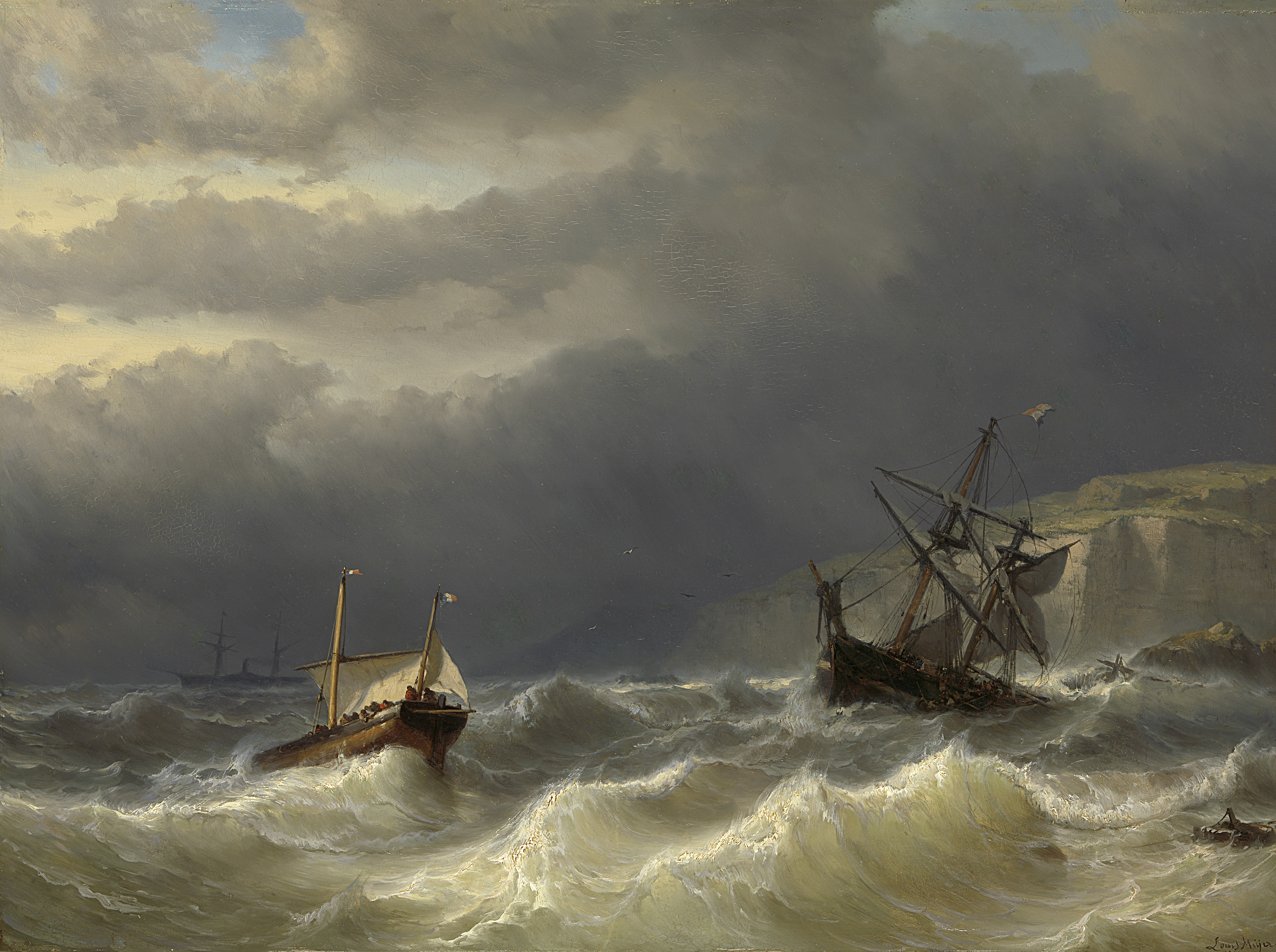
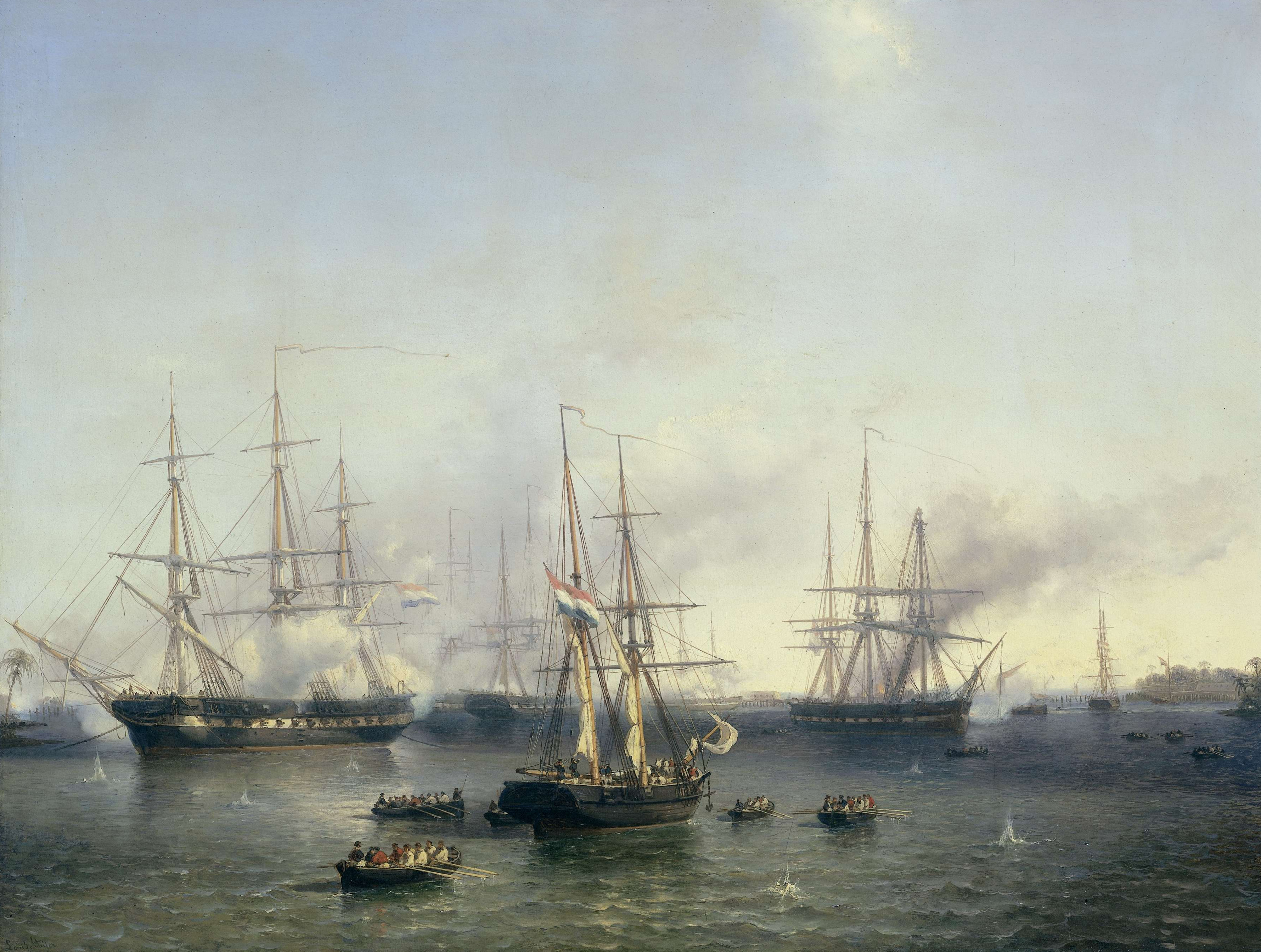